# Oxira suffusca
Oxira suffusca là một loài bướm đêm trong họ Noctuidae.